# سابينا جاديكي
سابينا جاديكي (بالإنجليزية: Sabina Gadecki)‏ هي ممثلة أمريكية، ولدت في 23 سبتمبر 1983 في الولايات المتحدة.

## وصلات خارجية
- سابينا جاديكي على موقع IMDb (الإنجليزية)
- سابينا جاديكي على موقع تيرنر كلاسيك موفيز (الإنجليزية)
- سابينا جاديكي على موقع قاعدة بيانات الفيلم (الإنجليزية)